# Rue Peel
Pour les articles homonymes, voir Peel.
La rue Peel est une voie commerciale de Montréal.

## Situation et accès
D'axe nord-sud cette rue est située au centre-ville dans l'arrondissement Ville-Marie. Elle relie le flanc sud du mont Royal à l'arrondissement Sud-Ouest, un quartier traditionnellement industriel. Cette rue, située en plein centre-ville, est parsemée de commerces et de tours de bureaux.
Le 8 mars 2022, la ville annonce un plan pour la transformer en une rue à sens unique en direction nord, entre le boulevard René-Lévesque et la rue Sherbrooke, avec une piste cyclable et une infrastructure piétonne améliorée.

## Origine du nom
La rue tient son nom du premier ministre britannique Sir Robert Peel.

## Historique

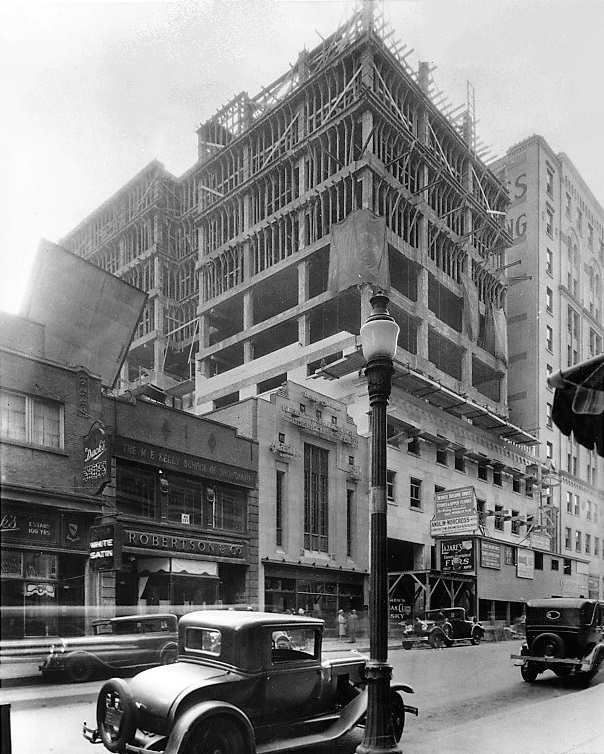
Construction de l'annexe de l'immeuble Hermes, rue Peel, vers 1930

Ouverte en 1845, la rue Peel s'appelait rue Windsor près du boulevard René-Lévesque (alors boulevard Dorchester) et s'appelait jusqu'en 1959 rue Colborne au sud de la rue Notre-Dame,, avant de prendre le nom rue Peel en 1968.

## Bâtiments remarquables et lieux de mémoire
- La maison Martlet
- Les Cours Mont-Royal
- La station de métro Peel
- Le square Dorchester et la place du Canada
- La gare Windsor
- L'École de technologie supérieure (ÉTS)
- L'église Saint-Georges de Montréal
- Nos récits, notre voie : parcours Peel
- Plusieurs immeubles de bureaux et commerces.